# Thugga
Thugga is een historische Berberse stad in Tunesië. Nabij bevindt zich een moderne stad met dezelfde naam, alleen wordt die meestal als Dougga geschreven.

## Historisch Thugga
De historische stad Thugga werd waarschijnlijk in de 4e eeuw v.Chr. gesticht. Later groeide de stad uit tot een belangrijke handelsstad van Carthago. In 46 v.Chr. wordt de stad door de Romeinen veroverd.
In 439 werd de stad door de Vandalen veroverd, waarna het verval inzette.

## Huidige situatie
In 1997 werd de plaats door UNESCO toegevoegd aan het Werelderfgoed.